# Molophilus (Rhynchomolophilus) perrostratus
Molophilus (Rhynchomolophilus) perrostratus is een tweevleugelige uit de familie steltmuggen (Limoniidae). De soort komt voor in het Neotropisch gebied.